# Vent de panique
Pour les articles homonymes, voir Vent (homonymie).
Pour plus de détails, voir Fiche technique et Distribution.
Vent de panique est un film français de Bernard Stora sorti en 1987.
Le film suit un couple d’escrocs, Roland et Martine Pochon, qui engagent Isabelle, dix-huit ans, pour garder les enfants qu’ils n’ont pas dans une superbe propriété qu’ils n’ont jamais possédée. En réalité, ils espèrent la vendre à un truand propriétaire de boîte de nuit. Mais au dernier moment, touchés par la naïveté de la jeune fille, ils renoncent à leur projet et la libèrent. Oui mais voilà, Isabelle, qui ne s’est jamais autant amusée de sa vie, refuse de rentrer chez elle.

## Synopsis
« Jeune fille bien sous tous rapports cherche emploi maison ou garde enfants. Urgent. »
La jeune fille, c'est Isabelle (Olivia Brunaux), dix-huit ans, jolie, un peu naïve. Elle a passé l'annonce sans rien dire à ses parents. Deux jours après, un couple se présente, Roland Pochon (Bernard Giraudeau) et Martine, sa femme (Caroline Cellier). Trente-cinq ans, bien mis, des gens sérieux qui habitent Antibes et voyagent beaucoup pour leurs affaires. Isabelle n'hésite pas une seconde : pas question de laisser échapper une occasion pareille.
À peine en route, changement de programme. Antibes, les enfants, les affaires aux quatre coins du monde, tout ça c'est du vent. En réalité, Roland est un escroc à la petite semaine. Martine et lui se sont rencontrés encore enfants. Ensemble, ils formaient le couple vedette d'un feuilleton TV à succès, Zoup et Zoupette. Hélas, parvenus à l'adolescence, ils ont dû abandonner leur rôle et sont retombés dans l'anonymat. Depuis, ils vont à l'aventure, toujours à l'affût d'un nouveau coup. Ils ont enlevé Isabelle dans l'intention d'en tirer profit. Ils pensent avoir trouvé un acquéreur en la personne d'Amarachi (Lucky Blondo), un truand propriétaire de boîte de nuit. Mais au dernier moment, ils se déballonnent et veulent renvoyer la jeune fille dans ses foyers. Elle refuse net : pour une fois qu'elle se marre...
Commence alors une folle cavale à travers la France. Chéquiers volés, identités multiples, déménagements à la cloche de bois, arnaque en tous genres, le trio se révèle d'une redoutable efficacité. Les jours passent, les coups tordus vont bon train, malgré la filature d'Humphires (Jean-Pierre Kalfon), le détective privé chargé par la Fédération des Victimes de Roland Pochon de guetter le moment favorable pour les coincer.
Un jour, Isabelle en a marre. Le premier auto-stoppeur venu fait l'affaire. Elle s'en va. Roland, secrètement amoureux de la jeune fille, se désespère. Les semaines passent, Roland broie du noir. Humphries les remet sur les traces d'Isabelle qu'ils enlèvent pour la seconde fois, le jour même de son mariage. Elle est enceinte, mais qu'importe ; ils élèveront ensemble le bébé.

## Distribution
- Bernard Giraudeau : Roland Pochon
- Caroline Cellier : Martine Pochon
- Olivia Brunaux : Isabelle
- Jean-Pierre Kalfon : Humphries
- Robert Manuel : Machavert
- Jean-François Stevenin : Ferrailleur
- Roch Leibovici : Jean-Yves
- Lucky Blondo : Amarachi
- Daniel Jegou : 2e couteau
- Christiane Cohendy : La mère
- Micha Bayard : Pharmacienne
- François Toumarkine : Pharmacien
- Isabelle Nanty : Une fille en boite de nuit
- Jacques Nolot : le maître d'hôtel
- Philippe Uchan : Le guichetier SNCF
- Hervé Pauchon : le contrôleur SNCF
- Alain Frérot : Le père
- Phify : Le Gorille
- Fabien Orcier : Yves
- Jean-François Soubielle : Préposé poste
- Stepanek : Motard armée

## Fiche technique
- Réalisation : Bernard Stora
- Scénario original : Bernard Stora, Luc Beraud, Claude Miller
- Image : Robert Alazraki
- Son : Paul Lainé
- Mixage : Gérard Lamps
- Montage : Jacques Comets
- Costumes : Dominique Combelles
- Décors : Robert Le Corre
- Assistante à la mise en scène : Valérie Othnin-Girard
- Musique composée et dirigée par : Jean-Claude Petit
- À la guitare : Philip Catherine
- Genre : comédie
- Produit par : Alain Terzian
- Production : T Films - TF1 Films Productions
- Pays :  France
- Langue : français
- Durée : 105 min
- Dates de tournage : du 22 juin au 14 août 1987
- Lieux de tournage : Camargue, Luberon, Paris et région parisienne
- Date de sortie : 2 décembre 1987

## Autour du film
La sortie en salles de Vent de panique a été "sabotée" par une campagne publicitaire peu adaptée au contenu du film : le distributeur avait en effet barré l'affiche du slogan SALOPES !!. Cette accroche provocatrice visait à renouveler l'effet obtenu par le Putain de film ! de Tenue de soirée, qui avait fait grand bruit l'année précédente. Elle eut cependant l'effet inverse à celui escompté et contribua à l'échec commercial du film,.